# Charles S. Johnson
Pour les articles homonymes, voir Johnson.
Charles Spurgeon Johnson (né le 24 juillet 1893 à Bristol en Virginie et mort le 27 octobre 1956 à Louisville, dans le Kentucky) est un sociologue et universitaire américain, dont les travaux sur les relations interraciales font autorité et premier président afro-américain (1946-1956) de l'université Fisk, de Nashville dans le Tennessee. C'est le fondateur de la revue Opportunity: A Journal of Negro Life, périodique porte-parole de la National Urban League et de la Renaissance de Harlem.

## Biographie

### Jeunesse et formation
Charles S. Johnson est le fils du révérend Charles Henry Johnson et de Winnie Lee Branch Johnson. Après ses études secondaires à la Wayland Academy de Richmond, il est admis à la Virginia Union University, en 1916, il obtient son Bachelor of Arts (licence) mention philosophie. il poursuit ses études à l'université de Chicago où soutient avec succès son Bachelor of Philosophy (en) (Mastère 2 de recherche) en 1919.

### Carrière
En 1921, Charles S. Johnson, part à New York où il est embauché comme directeur de recherche par la National Urban League.
En 1922, il devient directeur de recherche pour la Chicago Urban League, affiliée à la National Urban League. Dans ce cadre il fait une analyse des causes des émeutes raciales de Chicago en 1919,  qui ont fait 38 morts et 537 blessés principalement des Afro-Américains. il propose un plan de prévention qui sera approuvé par le gouverneur de l'Illinois, Frank Lowden, qui le nommera à la Commission d'investigation sur les émeutes.
En 1923, il fonde la revue Opportunity: A Journal of Negro Life qui publiera différents articles et travaux de la National Urban League.
En 1928, il est embauché par l'université Fisk comme professeur de sociologie et comme directeur du département des sciences sociales. Il restera à l'université Fisk jusqu'à sa mort, où en 1946, il est le premier Afro-Américain à être nommé au poste de Président, .
En 1937, il le premier Afro-Américain à être élu vice président de l'Association américaine de sociologie.
En 1943, il aborde le problème de la ségrégation en étudiant le sort des Afro-Américains dans les états du Sud. Il s'appuie sur l'étude réalisée par le sociologue Gunnar Mydral : An American Dilemma: The Negro Problem and Modern Democracy. Ses études sont financées par le Rosenwald Fund (en) dont il devient le co-directeur pour établir une série d'études sur les relations interaciales.
En 1945, il est élu Président de la Southern Sociological Society (en).
De 1947 à 1948, il fait partie de la délégation américaine auprès de l'Unesco, notamment pour l'élaboration d'une reforme de l'enseignement au Japon.
En 1949, il est l'un des représentants permanents des américains à l'Unesco.
En 1951, les activités de Charles S. Johnson en faveur des droits civiques attirent l'attention du FBI, qui va observer l'ensemble de ses faits et gestes, le suspectant de sympathie avec des communistes.

### Vie privée
En 1920, il épouse Marie Antoinette Burgette (1891, 1965).
Il repose au Greenwood Cemetery de Nashville dans le Tennessee, aux côtés de ses parents.

## Œuvres (sélection)
- The Negro in Chicago: A Study of Race Relations, éd. Urban League, 1922.,
- The Negro in Civilization : A Study of Negro Life and Race Relations in the Light of Social Research, éd. Holt, 1930,
- The Collapse of Cotton Tenancy, éd. University of North Carolina Press, 1935,
- A Preface to Understanding, éd. Fellowship Press, 1936,
- The Negro College Graduate, éd. McGrath, 1938,
- Growing Up in the Black Belt: Negro Youth in the Rural South, publié par l'American Council on Education (en), 1941,
- Backgrounds to Patterns in Negro Segregation, éd. Crowell, 1943,
- Patterns of Negro Segregation, Harper & Brothers, 1943,
- Into the Mainstream: A Study of the Practices of Race Relations in the South, éd. University of North Carolina Press, 1947,
- Education and the Cultural Crisis, éd. Macmillan, 1951.